# Олдертон (Вашингтон)
Олдертон (енгл. Alderton) насељено је место без административног статуса у америчкој савезној држави Вашингтон.

## Демографија
По попису из 2010. године број становника је 2.893.
| Група             | 2000.    | 2010.         |
| Белци             | 0 (0,0%) | 2.479 (85,7%) |
| Афроамериканци    | 0 (0,0%) | 21 (0,7%)     |
| Азијати           | 0 (0,0%) | 63 (2,2%)     |
| Хиспаноамериканци | 0 (0,0%) | 208 (7,2%)    |
| Укупно            | 0        | 2.893         |